# Slatina (distrikt i Bulgarien, Lovetj)
Slatina (bulgariska: Слатина) är ett distrikt i Bulgarien.   Det ligger i kommunen Obsjtina Lovetj och regionen Lovetj, i den centrala delen av landet, 130 km nordost om huvudstaden Sofia.
Trakten runt Slatina består till största delen av jordbruksmark. Runt Slatina är det ganska tätbefolkat, med 60 invånare per kvadratkilometer.